# Castelo de Olocau

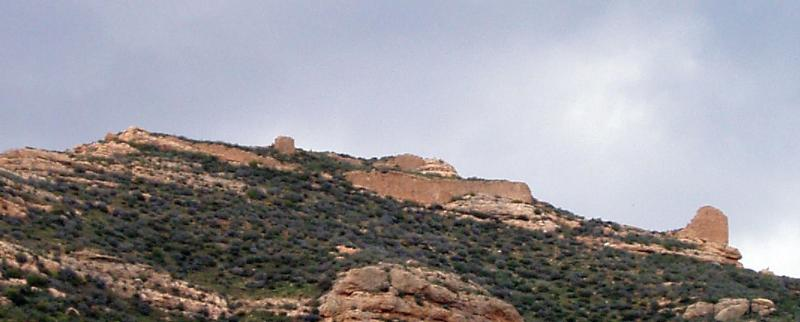
Castelo de Olocau, Espanha.

O Castelo de Olocau, também conhecido como Castelo de Olcaf ou Castelo de Olocaf, localiza-se no município de Olocau del Rey, província de Castellón, na comunidade autónoma da Comunidade Valenciana, na Espanha.
Ergue-se em posição dominante a cerca de 800 metros a Oeste da povoação, a 1.203 metros acima do nível do mar.

## História
Trata-se de uma fortificação de origem muçulmana, erguida no século X, embora haja quem acredite que tenha sido erguido por El Cid em 1084.
Com a Reconquista cristã da região, o castelo e seus domínios foram doados por Afonso II de Aragão à Ordem do Hospital de São João de Jerusalém, na pessoa de Frei Armengol d'Aspa. A Ordem permutou-o, em 1264, pelo Castelo Real de Villafamés. Em ruínas já em 1287, foi incorporado, juntamente com a vila de Olocau, aos domínios territoriais de Morella. Participou activamente nas lutas entre o conde de Urgel e Fernando de Antequera, que se sucederam após o falecimento do rei Martinho I de Aragão.

## Características
Castelo de montanha, de médio porte, apresenta planta orgânica, dividida três recintos escalonados, não concêntricos.